# Nicéphore Niépce
Joseph Nicéphore Niépce (n. 7 martie 1765, Chalon-sur-Saône, Bourgogne, Franța – d. 5 iulie 1833, Saint-Loup-de-Varenne, Bourgogne, Franța) a fost un inventator francez. În 1807, împreună cu fratele său a inventat un motor cu ardere internă (alimentat cu pulbere de licopodiu). În 1813 a început experimentele în domeniul litografiei. Este cunoscut pentru experimentele sale fotografice, pe care a numit-o heliografie. Între 1826 și 1827, folosind un aparat foto, a imprimat o imagine, de la fereastra camerei sale de lucru, pe o placă din aliaj de staniu și plumb, care a constituit prima imagine din natură fixată permanent. 